# Набрам
Набрам (Абрам, Набра, Клобук, Станкове, Валдорф, Вендорф, пол. Nabram Abram, Nabra, Kłobuk, Stańcowie, Waldorff, Wendorf) — шляхетський герб.

## Опис герба
П'ять разів розтято в чорне та срібне поля. Кленод: три страусиних пера.
Інші описи герба:
- Nabram vel Waldorff, cuius insignia in campo або tres barre nigre, a capite clipei in longum producte. — Набрам або Вальдорф, символом якого є три чорні смуги в білому полі, що відходять від головної частини щита[1].
- Має бути три чорні поля, три білі, поєднані так, щоб перше праворуч від щита було чорне, друге біле і так далі, всі на однаковій відстані одне від одного, всі йшли прямо вгору. На шоломі над короною три страусині пера[2].
- (…) поле поділено на шість чорних і срібних стовпів[3].
- Бо в Прусії один рицар з дому Корчак, маючи за свою велику гідність забезпечення, відійшовши зі світу цього, залишив двох синів, один з яких не мав нащадків чоловічої статі, але дочку, яка, прийшовши до нього, не стільки через багатство і статки, які успадкувала від батька, скільки через свою прекрасну красу, і батькові відмовила: брат його, і дядько дівчини, прийнявши її, віддав її заміж. Прибув батько, маючи достатню справу, і, збігши брата свого, убив його, кажучи: «Не тобі було дбати про неї, поки я був живий». Мати дочки померла з горя і печалі, а він, примирившись з синами головою, прийняв це за вічний знак, що йому було наказано використовувати у своєму гербі чорні поля[4].

## Найдавніші згадки
Герб походить від династії П'ястів, створеної в 1292—1386 роках. Найдавнішим геральдичним джерелом, що описує його, є Insignia seu clenodia Regis et Regni Poloniae польського історика Яна Длугоша, що датується 1464—1480 роками. Інформацію про герб під назвою Вальдорф він фіксує серед 71 найстарішого польського шляхетського гербівника у фрагменті: «Waldorf, cuius insignia in campo albo tres barre nigre a capite clipei in longum producte».

## Гербовий рід
Найповніший список шляхетських родів герба Набрам подав Тадеуш Гайль у Herbarz polski:
Боремський, Бородельський, Бродельський, Хотецький, Чаславський, Чеславський, Гошкевич, Гаппен, Гонкевич, Гоппен, Гоппе, Яблоновський, Єдлінський, Єдлінський, Йодловський, Кальчинський, Казимирський, Казимирський, Кокотек, Кубічек, Мєтньовський, Мєтновський, Наборовський, Надратовський, Надроський, Надроський, Надровський, Нагурка, Нагурко, Нагурко, Нагурко, Пейшовський, Пєлес, Порембський, Порембський, Прайс, Прейс, Прейс, Прейшовський, Прейс, Рогалевський, Рогаловський, Роговський, Росперський, Росперт, Росперський, Сєрошевський, Солецький, Сосновський, Щитницький, Уфнаровський, Ундерович, Ундорф, Вальдорф, Вендорф, Вендорф, Вендорф, Вендорф, Волицький, Вольвановський, Волицький, Вольвановський, Вульвановський, Вульвановський, Вульвановський, Вульвановський, Вульвар.